# Consulat général d'Italie à Lyon
Le consulat général d'Italie à Lyon est une représentation consulaire de la République italienne en France. Il est situé rue du Commandant Faurax, à Lyon, en région Auvergne-Rhône-Alpes.